# UFC 228
UFC 228: Woodley vs. Till fue un evento de artes marciales mixtas producido por Ultimate Fighting Championship que se llevó a cabo el 8 de septiembre de 2018 en el American Airlines Center en Dallas, Texas.

## Historia
El evento fue encabezado por un combate por el campeonato de peso wélter de UFC entre el actual campeón Tyron Woodley y el peleador inglés Darren Till. Debido a un problema nasal que requirió cirugía, el campeón interino Colby Covington no pudo participar en este evento. Fue despojado de su título tan pronto como se llevó a cabo la pelea entre Woodley y Till. El ganador peso wélter de The Ultimate Fighter: American Top Team vs. Blackzilians,  Kamaru Usman, se sometió a revisiones médicas y pesaje para ser el reemplazante en caso de que algún peleador no este apto.
El evento coestelar contaría con un combate por el campeonato femenino de peso mosca de UFC entre la entonces campeona Nicco Montaño y Valentina Shevchenko. Aun así, antes del pesaje, Montaño fue trasladada al hospital y la pelea titular fue cancelada. Más tarde ese mismo día, el presidente de UFC, Dana White, anunció que Montaño fue despojada del campeonato y que Shevchenko pelearía por el título vacante "tan pronto como ella pueda".
Un combate entre el ganador de The Ultimate Fighter: Latin America, Yair Rodríguez y Zabit Magomedsharipov fue programado para este evento. Sin embargo, Rodríguez fue sacado de la pelea el 23 de agosto citando una lesión. Rodríguez fue sustituido por Brandon Davis para enfrentar a Magomedsharipov.
Ryan Benoit fue programado para enfrentar a Roberto Sánchez en el evento. Sin embargo, Benoit fue sacado de la pelea a finales de agosto por motivos desconocidos y fue reemplazado por Jarred Brooks.

## Resultados
1. ↑  Por el campeonato de peso wélter de UFC.

## Bonificaciones
Los siguientes peleadores recibieron $50 000 en bonos:
- Pelea de la noche: Irene Aldana vs. Lucie Pudilová
- Actuación de la noche: Tyron Woodley y Jéssica Andrade